# Денби-Эш, Даниэла
Даниэ́ла Де́нби-Эш (англ. Daniela Denby-Ashe, род. 9 августа 1978, Лондон) — английская телевизионная актриса. Наиболее известна по ролям Маргарет Хэйл в мини-сериале «Север и Юг», Джейни Харпер в ситкоме «Моя семья» и Сары Хиллс в мыльной опере «Жители Ист-Энда».

## Биография
Родители Денби-Эш польского происхождения, её фамилия по отцовской линии — Шкит (пол. Pszkit). Перед свадьбой оба выбрали по телефонному справочнику понравившиеся фамилии и составили из них двойную фамилию через дефис.
Денби-Эш свободно говорит на английском, польском и французском языках, причём французский она знает благодаря бабушке, которая жила во Франции вплоть до Второй мировой войны.
Денби-Эш начала заниматься балетом в возрасте двух лет, а позже — чечёткой; в возрасте от десяти до шестнадцати лет она училась в нескольких театральных школах, включая Театральную школу Корона (англ. Corona Theatre School).

## Фильмография
| Год     | Название на русском       | Название на английском       | Роль                 | Примечания                        |
| ------- | ------------------------- | ---------------------------- | -------------------- | --------------------------------- |
| 1992    | У Десмонда                | Desmond’s                    | Джеки                | Эпизод «Growing Pains»            |
| 1992    | Кевин и компания          | Kevin and Co                 | Софи Коу             | 6 эпизодов                        |
| 1993    | Чисто английское убийство | The Bill                     | Джоанна Джеймсон     | Эпизод «In Safe Hands»            |
| 1994-95 | Чисто английское убийство | The Bill                     | Дебби Хиггинс        | Эпизоды «Gone Away» и «Powerless» |
| 1995    | Ещё по одной              | Absolutely Fabulous          | Виктория             | Эпизод «The End»                  |
| 1995-99 | Жители Ист-Энда           | EastEnders                   | Сара Хиллс           | 276 эпизодов                      |
| 1999    | Молли                     | Molly                        | Мэри                 | ТВ фильм                          |
| 2000    |                           | Fish                         | Джесс Тейлор         | 6 эпизодов                        |
| 2000-11 | Моя семья                 | My Family                    | Джейни Харпер        | 94 эпизодов                       |
| 2001    | Гарри на борту?           | Is Harry on the Boat?        | Лоррейн              | ТВ фильм                          |
| 2001    |                           | Office Gossip                | Шерил                | 6 эпизодов                        |
| 2002    | Спаси меня                | Rescue Me                    | Джули Картер         | Эпизод «Gone Away»                |
| 2003    |                           | The Afternoon Play           | Кейт                 | Эпизод «Girls' Weekend»           |
| 2004    | Север и Юг                | North & South                | Маргарет Хэйл        | Мини-сериал                       |
| 2006    | Семьянин                  | The Family Man               | Келли                | ТВ фильм                          |
| 2006    | Торчвуд                   | Torchwood                    | Мэри                 | Эпизод «Greeks Bearing Gifts»     |
| 2007    | Максвелл                  | Maxwell                      | Андреа Мартин        | ТВ фильм                          |
| 2008    | Мрачный дом               | Crooked House                | Ханна                | 2 эпизода                         |
| 2009    | Улица Ватерлоо            | Waterloo Road                | Джем Аллен           | Эпизод 4х16                       |
| 2010    | Убийства в Мидсомере      | Midsomer Murders             | Камилла Фаркуахарсон | Эпизод «The Noble Art»            |
| 2012-13 | Улица Ватерлоо            | Waterloo Road                | Лоррейн Доннеган     | 32 эпизода                        |
| 2016    | Безмолвный свидетель      | Silent Witness               | Джулия Лубас         | Эпизод «In Plain Sight»           |
| 2017    |                           | Heidi: Queen of the Mountain | Гертруда             | Фильм                             |
| 2016    | В ночь                    | Into the Night               | Сильви Бриджит Дюбуа | английский дубляж                 |